# Liste der Stolpersteine in Oberösterreich

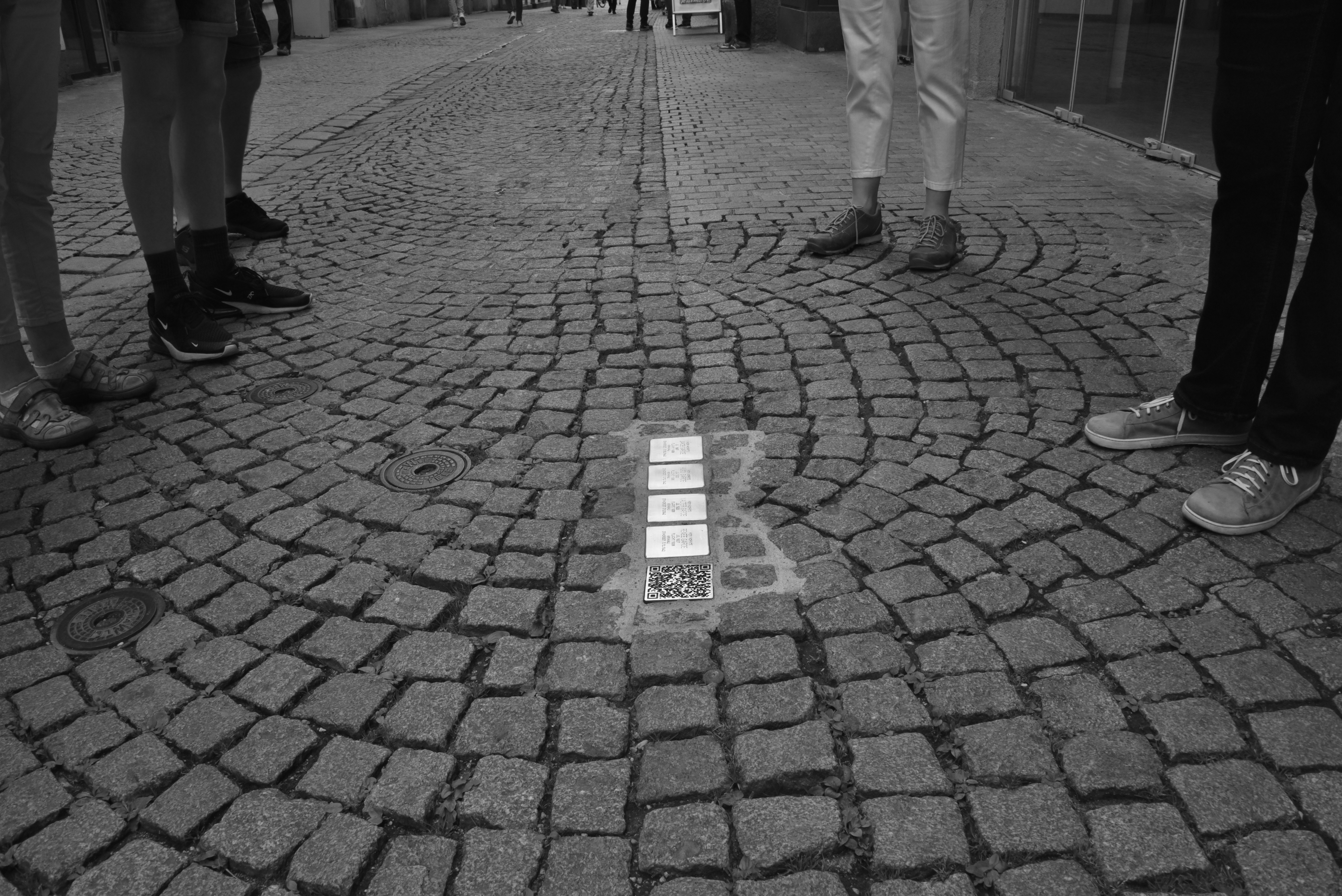
Stolpersteine in Steyr

Die Liste der Stolpersteine in Oberösterreich enthält die Stolpersteine, die im österreichischen Bundesland Oberösterreich verlegt wurden. Stolpersteine erinnern an das Schicksal der Menschen, die von den Nationalsozialisten ermordet, deportiert, vertrieben oder in den Suizid getrieben wurden. Die Stolpersteine wurden von Gunter Demnig konzipiert und verlegt. Sie liegen im Regelfall vor dem letzten selbstgewählten Wohnort des Opfers.
Nur sieben der 31 verlegten Steine betreffen die größte Opfergruppe, Menschen jüdischen Glaubens oder Herkunft: drei Frauen aus Wels und vier Mitglieder der Familie Baumann in Aigen im Mühlkreis. Darüber hinaus wurden Opfer aus politischen Gründen, eine Reihe von ermordeten Roma und Sinti, eine Zeugin Jehovas und drei Vertreter des katholischen Widerstands gewürdigt, darunter der später seliggesprochene Franz Jägerstätter.
Einer der verlegten Steine ist zu einem unbekannten Zeitpunkt verschwunden.

## Verlegte Stolpersteine
Die Tabellen sind teilweise sortierbar; die Grundsortierung erfolgt alphabetisch nach dem Familiennamen.

### Aigen-Schlägl
In der Marktgemeinde Aigen-Schlägl wurden vier Stolpersteine an einer Adresse verlegt.
| Stolperstein | Inschrift                                                                                                   | Verlegeort       | Name, Leben |
| ------------ | --- | ---------------- | --- |
|              | HIER WOHNTE ELISABETH BAUMANN GEB. MÜLLER JG. 1884 VERZOGEN NACH WIEN DEPORTIERT 1941 OPOLE ERMORDET 1942   | Kirchengasse 3 · | Elisabeth Baumann, geb. Müller (geboren am 28. April 1884 in Aigen), war die Tochter von Moritz Müller (1854–1942) und Sabine Müller geb. Zalud (1857–1928). Sie heiratete Isidor Baumann, das Paar hatte vier Söhne: Hans, Ernst, Rudolf und Karl. Ihr letzter dort bekannter Wohnsitz war in der Porzellangasse. Am 15. Februar 1941 wurde sie gemeinsam mit ihrem Mann ins Ghetto Opole Lubelskie deportiert. Sie hat die Zeit des Nationalsozialismus nicht überlebt, ebenso wie ihr Ehemann Isidor und ihre Söhne Hans und Karl. |
|              | HIER WOHNTE HANS BAUMANN JG. 1905 DEPORTIERT 1938 DACHAU NISKO ERMORDET 1941                                | Kirchengasse 3 · | Hans Baumann, eigentlich Johann Baumann (geboren am 17. Dezember 1905 in Wien), war der Sohn von Elisabeth und Isidor Baumann. Er erlebte in Aigen im Mühlkreis mit drei jüngeren Brüdern eine glückliche Jugend. Er heiratete Paula geb. Laus (geboren 1910), eine Katholikin, und übernahm das Geschäft seiner Eltern in Aigen. Hans und Paula bekamen zwei Töchter: Johanna (1932) und Elfriede (1933). Baumann hatte sich voll und ganz assimiliert, war aktives Mitglied der Gemeinde, an der Gründung der lokalen Rettung maßgeblich beteiligt und engagierte sich bei der Feuerwehr. Während der Novemberpogrome 1938 wurde sein Geschäft von Nationalsozialisten mit der Aufschrift „Nur ein Schwein kauft bei einem Juden ein“ beschmiert. Als er die Parole entfernte, wurde er verhaftet, kam ins KZ Dachau und kehrte im März 1939 mit schweren Erfrierungen zu seiner Familie zurück. Er wurde gezwungen nach Wien zu übersiedeln, während seine Frau das Geschäft weiterführte. Am 20. Oktober 1939 wurde er ins polnische Nisko zwangsausgesiedelt, konnte dort den Nazis entfliehen, gelangte nach Lemberg, wurde von den Sowjets nach Archangelsk in den Nordwesten Russlands verschleppt, wo er im September 1941 an Erschöpfung verstarb. |
|              | HIER WOHNTE ISIDOR BAUMANN JG. 1872 VERZOGEN NACH WIEN DEPORTIERT 1941 OPOLE ERMORDET 1942                  | Kirchengasse 3 · | Isidor Baumann (geboren am 13. Oktober 1872 in Zawalów, Galizien) war der Sohn von Anna Baumann, geb. Kupferschmied, (1858–1925) und Heinrich Baumann (geboren in Brezezan; gestorben 1914 in Berlin). Mit seiner Frau Elisabeth hatte er vier Söhne, Hans, Ernst, Rudolf und Karl. Isidor Baumanns letzter bekannter Wohnsitz in Wien war in der Porzellangasse im Alsergrund. Am 15. Februar 1941 wurde er gemeinsam mit seiner Frau ins Ghetto Opole Lubelskie deportiert. Er hat die Zeit des Nationalsozialismus nicht überlebt, ebenso wie seine Frau und zumindest zwei seiner Söhne. |
|              | HIER WOHNTE KARL BAUMANN JG. 1912 VERZOGEN NACH PRAG DEPORTIERT 1942 THERESIENSTADT TREBLINKA ERMORDET 1942 | Kirchengasse 3 · | Karl Baumann (geboren am 4. Dezember 1912 in Aigen) lebte ab 1932 in Prag. Er war der Sohn von Elisabeth und Isidor Baumann und einer der Brüder von Hans Baumann. Seine Eltern und sein Bruder Hans wurden alle vom NS-Regime ermordet. Sein Bruder Ernst Baumann (1907–1971) konnte rechtzeitig nach Palästina emigrieren, das Schicksal eines weiteren Bruders, Rudolf Baumann, ist ungeklärt. Von Prag aus wurde er im Juli 1942 ins Ghetto Theresienstadt deportiert, von dort im Oktober 1942 ins Vernichtungslager Treblinka. Karl Baumann wurde noch vor Jahresende ein Opfer der Shoah. |

### Altheim
In der Stadtgemeinde Altheim wurde bisher ein Stolperstein verlegt.
| Stolperstein | Inschrift                                                                                            | Verlegeort          | Name, Leben |
| ------------ | --- | ------------------- | --- |
|              | HIER WOHNTE ENGELBERT WENGER JG. 1909 WEGEN 'WEHRKRAFTZERSETZUNG' HINGERICHTET 11.4.1943 IN NORWEGEN | Waghamerstraße 39 · | Engelbert Wenger (geboren am 30. Oktober 1909 im Altheimer Ortsteil St. Laurenz) wurde wegen „Wehrkraftzersetzung“ am 11. April 1943 in Röa bei Oslo (Norwegen) hingerichtet. |

### Braunau am Inn
In der Stadtgemeinde Braunau am Inn wurden vier Stolpersteine an vier Adressen verlegt.
| Stolperstein | Inschrift                                                                      | Verlegeort                       | Name, Leben |
| ------------ | ------------------------------------------------------------------------------ | -------------------------------- | --- |
|              | HIER WOHNTE FRANZ AMBERGER JG. 1887 HINGERICHTET 12.2.1943 MÜNCHEN-STADELHEIM  | Laabstraße 75 ·                  | Franz Amberger (geboren am 10. August 1887 in Mining) war ein Eisenbahner aus Braunau und Kommunist. Er wurde am 12. Februar 1943 in der Haftanstalt München-Stadelheim hingerichtet. Insgesamt wurden in dieser Haftanstalt während des NS-Regimes insgesamt 1.035 Männer und Frauen hingerichtet. |
|              | HIER WOHNTE MICHAEL NIMMERFAHL JG. 1882 GESTAPOHAFT 8.10.1943 IN LINZ ERMORDET | Laabstraße 42 · (vorm. Laab 1) · | Michael Nimmerfahl war ein Tischlergehilfe aus Braunau. Er wurde wegen anti-deutscher bzw. anti-preußischer Äußerungen beim NS-Kreisleiter Fritz Reithofer denunziert, am 7. Oktober 1943 verhaftet und am Tag darauf der Gestapo Linz überstellt. Obwohl er am 12. August 1944 vom Volksgerichtshof freigesprochen wurde, wurde er dennoch in verschiedenen Gefängnissen festgehalten. Seit Februar 1945 gilt er als verschollen, im Jahr 1948 wurde er amtlich für tot erklärt. |
|              | HIER WOHNTE ANNA SAX ZEUGIN JEHOVA JG. 1887 RAVENSBRÜCK TOT 15.6.1942          | Linzerstraße 36 ·                | Anna Sax (auch: Sachs) stammte aus Mattighofen und zählte zu einer Braunauer Gruppe von Zeugen Jehovas. Sie wurde am 4. April 1939 verhaftet und von der Gestapo Linz erkennungsdienstlich behandelt und verhört. Es folgte die Deportation ins KZ Ravensbrück. Im Rahmen der Tötungsaktion 14f13 wurde sie in die Tötungsanstalt Bernburg in Bernburg an der Saale verlegt und dort am 15. Juni 1942 in der Gaskammer ermordet. |
|              | HIER WOHNTE ADOLF WENGER JG. 1893 KZ MAUTHAUSEN ERMORDET 7.4.1944              | Laabstraße 51 ·                  | Adolf Wenger (geboren am 4. März 1893 in Braunau am Inn) war Eisenbahner und Sozialist. Er wurde mit dem Vorwurf verhaftet, er habe gemeinsam mit Josef Angsüsser und Josef Seeburger versucht, in Braunau eine KP-Gruppe aufzuziehen, und er habe Mitgliedsbeiträge eingesammelt. Wenger und Seeburger bestritten eine Verbindung zur KPÖ. Trotzdem wurden alle drei am 15. Oktober 1942 am OLG Wien zu langjährigen Zuchthausstrafen verurteilt. Wenger kam ins KZ Mauthausen, wo er am 7. April 1944 auf ungeklärte Weise ums Leben kam. In Braunau wurde eine während des NS-Regimes nach Günther Prien benannte Straße nach Adolf Wenger umbenannt. |

### Haigermoos
In Weyer, einem Ort der Gemeinde Haigermoos wurden insgesamt acht Stolpersteine an einer Stelle verlegt, bei einem der Stolpersteine handelt sich um einen Kopfstein.
| Stolperstein | Inschrift                                                                                   | Verlegeort                                           | Name, Leben |
| ------------ | ------------------------------------------------------------------------------------------- | ---------------------------------------------------- | --- |
|              | MARIA DANIEL JG. 1935 GEB. IN EGGERDING 'HERZKOLLAPS' TOT 27.5.1941 IM LAGER                | Frankinger Landesstraße, Abzweig Straße Haigermoos · | Maria Daniel wurde 1935 in Eggerding geboren. Sie starb 1941 im Alter von nur fünf Jahren im Lager Weyer, offiziell an einem Herzkollaps. Anhand der Aufzeichnungen des Lagerarztes ließ sich jedoch feststellen, dass die Todesursache eine unbehandelte kruppöse Lungenentzündung war. |
|              | EDUARD DEMESTRA JG. 1941 GEB. IM LAGER DEPORTIERT 4.11.1941 TOT 1941/42 IN ŁODZ/CHELMNO     | Frankinger Landesstraße, Abzweig Straße Haigermoos · | Eduard Demestra wurde 1941 im Lager Weyer geboren, am 4. November 1941 erfolgte seine Deportation. Im Jahre 1941 oder 1942 im Ghetto Łódź umgekommen. |
|              | RUDOLF HAAS JG. 1941 GEB. IM LAGER 'LEBENSSCHWÄCHE' TOT 5.5.1941 IM LAGER                   | Frankinger Landesstraße, Abzweig Straße Haigermoos · | Rudolf Haas wurde 1941 im Lager Weyer geboren und starb an „Lebensschwäche“ am 5. Mai 1941. |
|              | MARIA HELD JG. 1941 GEB. IM LAGER DEPORTIERT 4.11.1941 TOT 1941/42 IN ŁODZ/CHELMNO          | Frankinger Landesstraße, Abzweig Straße Haigermoos · | Maria Held wurde 1941 im Lager Weyer geboren, am 4. November 1941 erfolgte ihre Deportation. Im Jahre 1941 oder 1942 im Ghetto Łódź umgekommen. |
|              | KONRAD KERNDLBACHER JG. 1941 GEB. IM LAGER DEPORTIERT 4.11.1941 TOT 1941/42 IN ŁODZ/CHELMNO | Frankinger Landesstraße, Abzweig Straße Haigermoos · | Konrad Kerndlbacher wurde 1941 im Lager Weyer geboren, am 4. November 1941 erfolgte seine Deportation. Im Jahre 1941 oder 1942 im Ghetto Łódź umgekommen. 22 Mitglieder der Familie Kerndlbacher sind über Weyer in den Tod geschickt worden. |
|              | MARIA LEIMBERGER JG. 1941 GEB. IM LAGER DEPORTIERT 4.11.1941 TOT 1941/42 IN ŁODZ/CHELMNO    | Frankinger Landesstraße, Abzweig Straße Haigermoos · | Maria Leimberger wurde 1941 im Lager Weyer geboren. Sie war Rumänin. Am 4. November 1941 erfolgte ihre Deportation ins Ghetto Łódź. Am 16. Januar 1942 begannen die Nazis den „Zigeunerabschnitt“ im Ghetto zu räumen, die Menschen wurden ins Vernichtungslager Chelmno gebracht und dort ermordet; darunter war auch die erst wenige Monate alte Maria Leimberger. |
|              | 1940 - 1941 LAGER WEYER 'ARBEITSERZIEHUNGSLAGER' 'ZIGEUNERANHALTELAGER'                     | Frankinger Landesstraße, Abzweig Straße Haigermoos · | Von Juni 1940 bis November 1941 bestand das Lager Weyer. Es fungierte zuerst als Arbeitserziehungslager und wurde später zum Zigeuneranhaltelager des Reichsgaues Oberdonau umfunktioniert. Männliche Internierte wurden als Zwangsarbeiter zur Regulierung der Moosach eingesetzt. Hier und im Lager kam zum Teil durch Folterungen eine unbekannte Anzahl von Menschen ums Leben, acht Fälle konnten rekonstruiert werden. Über 300 nach Schließungen des Lagers Weyer ins Getto Lodz deportierte, meist oberösterreichische Sinti und Roma wurden dort ermordet. |
|              | HIER WAREN ETWA 500 MENSCHEN INTERNIERT MEHR ALS 300 SIND ERMORDET WORDEN                   | Frankinger Landesstraße, Abzweig Straße Haigermoos · | Von Juni 1940 bis November 1941 bestand das Lager Weyer. Es fungierte zuerst als Arbeitserziehungslager und wurde später zum Zigeuneranhaltelager des Reichsgaues Oberdonau umfunktioniert. Männliche Internierte wurden als Zwangsarbeiter zur Regulierung der Moosach eingesetzt. Hier und im Lager kam zum Teil durch Folterungen eine unbekannte Anzahl von Menschen ums Leben, acht Fälle konnten rekonstruiert werden. Über 300 nach Schließungen des Lagers Weyer ins Getto Lodz deportierte, meist oberösterreichische Sinti und Roma wurden dort ermordet. |

### Hochburg-Ach
In der Gemeinde Hochburg-Ach wurde bisher ein Stolperstein verlegt.
| Stolperstein | Inschrift                                                                               | Verlegeort      | Name, Leben |
| ------------ | --------------------------------------------------------------------------------------- | --------------- | --- |
|              | HIER WOHNTE JOHANN KERNDLBACHER SINTO JG. 1895 LAGER WEYER DEPORTIERT ŁODZ TOT 7.1.1942 | Holzgassen 27 · | Johann Kerndlbacher (geboren 1895) gehörte der Volksgruppe der Sinti an. Er war im Lager Weyer interniert. Er starb am 7. Jänner 1942 im Ghetto Łódź. |

### Maria Schmolln
In Maria Schmolln wurde bisher ein Stolperstein verlegt.
| Stolperstein | Inschrift                                                                              | Verlegeort         | Name, Leben |
| ------------ | -------------------------------------------------------------------------------------- | ------------------ | --- |
|              | HIER WOHNTE FRANZISKANER LUDWIG SEREAPHIM BINDER JG. 1881 KZ DACHAU ERMORDET 16.2.1945 | Maria Schmolln 2 · | Ludwig Seraphim Binder (geboren am 28. April 1881 in Unterminathal) war Pater der Franziskaner. Er wurde am 16. Februar 1945 im KZ Dachau ermordet. |

### Moosdorf
In der Gemeinde Moosdorf wurden bisher zwei Stolpersteine an zwei Adressen verlegt.
| Stolperstein | Inschrift                                                                        | Verlegeort     | Name, Leben |
| ------------ | -------------------------------------------------------------------------------- | -------------- | --- |
|              | HIER WOHNTE JOHANN LENZ JG. 1899 GESTAPOHAFT BERLIN-MOABIT HINGERICHTET 1.2.1943 | Hackenbuch 4 · | Johann Lenz (geboren am 21. Dezember 1899 in Bürmoos) war Hilfsarbeiter und Kommunist. Er ist am 1. Februar 1943 in der Untersuchungshaft in der Haftanstalt Berlin-Moabit oder im KZ Dachau (Quelle: DÖW) verstorben. |
|              | HIER WOHNTE JOSEF WEBER JG. 1908 STRAFBATAILLON TOT 13.2.1945                    | Hackenbuch 6 · | Josef Weber (geboren 1908) war Hilfsarbeiter und Kommunist. Er ist am 13. Februar 1945 in einer Strafkompanie gefallen.                                                                                                |

### St. Radegund
In der Gemeinde St. Radegund wurde bisher ein Stolperstein verlegt.
| Stolperstein | Inschrift                                                                                                   | Verlegeort                | Name, Leben |
| ------------ | --- | ------------------------- | --- |
|              | HIER WOHNTE FRANZ JÄGERSTÄTTER JG. 1907 WEGEN 'WEHRKRAFTZERSETZUNG' HINGERICHTET 9.8.1943 BERLIN–PLÖTZENSEE | Franz Jägerstätter Haus · | Franz Jägerstätter (geboren am 20. Mai 1907 in St. Radegund) war ein Landwirt, Mesner und Kriegsdienstverweigerer im NS-Regime. Seine negativen Erfahrungen beim Militär, das sogenannte Euthanasieprogramm der Nationalsozialisten, von dem er Kenntnis erlangte, und die Verfolgung der Kirche durch die Nationalsozialisten festigten seinen Entschluss, nicht wieder zum Militär einzurücken. Er erklärte öffentlich, dass er als gläubiger Katholik keinen Wehrdienst leisten dürfe, da es gegen sein religiöses Gewissen wäre, für den nationalsozialistischen Staat zu kämpfen. Seine Umgebung versuchte ihn umzustimmen und wies ihn auf die Verantwortung seiner Familie gegenüber hin, vergeblich. Franz Jägerstätter wurde wegen Wehrkraftzersetzung zum Tode verurteilt und am 9. August 1943 im Zuchthaus Brandenburg hingerichtet. 2007 wurde er von Papst Benedikt XVI. seliggesprochen. |

### St. Veit im Innkreis
In der Gemeinde St. Veit im Innkreis wurde bisher ein Stolperstein verlegt.
| Stolperstein | Inschrift                                                                             | Verlegeort    | Name, Leben |
| ------------ | ------------------------------------------------------------------------------------- | ------------- | --- |
|              | HIER WOHNTE FRANZ BRAUMANN JG. 1908 WEGEN 'WEHRKRAFTZERSETZUNG' HINGERICHTET 5.7.1944 | St. Veit 15 · | Franz Braumann (geboren am 15. April 1908 in Roßbach) wurde wegen angeblicher Wehrkraftzersetzung vom Divisionsgericht 177 zum Tode verurteilt und am 5. Juli 1944 im Wiener Landesgericht mit dem Fallbeil hingerichtet. |

### Steyr
In Steyr wurden folgende Stolpersteine verlegt:
| Stolperstein | Inschrift | Verlegeort                 | Name, Leben |
| ------------ | --- | -------------------------- | --- |
|              | HIER WOHNTE JULIE BÖCK GEB. SCHLEIFER JG. 1890 DEPORTIERT 9.4.1942 IZBICA ERMORDET                                                           | Brucknerstraße 1 Steyr     | Julie Böck, geb. am 14. März 1890 in Niederösterreich, stammte aus der jüdischen Familie Schleifer. Sie heiratete Rudolf Böck (Jahrgang 1892), einen Nichtjuden. Tochter Gertrude wurde 1923 geboren. Julie war gelernte Schneiderin, arbeitete jedoch vor ihrer Ehe als Fürsorgerin und engagierte sich wie ihr Ehemann bei den Sozialdemokraten. Rudolf Böck starb 1932. Fortan sorgte Julie als Arbeiterin in den Steyr-Werken für den Lebensunterhalt. 1939 musste sie nach Wien übersiedeln, wo sie ab Februar 1942 in der zu einem Sammellager umfunktionierten „Sperlschule“ im 2. Bezirk lebte. Sie wurde am 9. April 1942 ins polnische Izbica verschleppt und ermordet. |
|              | HIER WOHNTE RUDOLF CZIHAK JG. 1905 TRANSPORT 18.6.1940 HARTHEIM 'AKTION T4' ERMORDET                                                         | Roseggerstraße 6 Steyr     | Rudolf Czihak, wurde am 11. Februar 1905 in Steyr geboren. Er war verheiratet und von Beruf Maschinist. Ab 1938 war er Patient in der „Landesheil- und Pflegeanstalt Niedernhart-Linz“. Im September 1939 wurde er entmündigt. Seine Krankenakte in der Landesheil- und Pflegeanstalt Niedernhart-Linz endet am 18. Juni 1940 mit dem Eintrag: „Pflegeanstalt Brandenburg überstellt“. Mit dieser Täuschung wollte man das Nachfragen und etwaige Besuchswünsche der Angehörigen möglichst verhindern. Rudolf Czihak wurde am 18. Juni 1940 in Hartheim ermordet. |
|              | HIER WOHNTE ERNA FRANKL GEB. SKALLA JG. 1915 DEPORTIERT 4.9.1942 THERESIENSTADT MALY TROSTINEC ERMORDET 8.9.1942                             | Sierninger Straße 39       | Erna Frankl, geborene Skalla (1915–1942) |
|              | HIER WOHNTE ADOLF FUCHS JG. 1903 EINGEWIESEN 1928 NIEDERNHART-LINZ 'VERLEGT' 17.6.1940 HARTHEIM ERMORDET 17.6.1940 'AKTION T-4'              | Stadtplatz 2               | Adolf Fuchs (1903–1940) |
|              | HIER WOHNTE HUGO GARDE JG. 1920 FLUCHT 1938 KRAKAU ERMORDET 7.10.1942                                                                        | Enge Gasse 18 Steyr        | Hugo Garde, geb. 20. Juni 1920, war der älteste Sohn von Jakob und Marie Garde. Sie waren polnische Staatsbürger. Ihr Lebensmittelpunkt war Steyr, wo sie nicht nur wohnten, sondern auch arbeiteten. Hugo besuchte in den 1930er Jahren das Realgymnasium in Steyr. Im September 1938 musste er mit Eltern und Geschwistern über Wien nach Krakau fliehen. Ab März 1941 war die Familie gezwungen, in das Krakauer Ghetto zu übersiedeln. Dort waren 15.000 Menschen auf engstem Raum zusammengepfercht. Hugo Garde wurde mit seinem Vater Jakob und seinen Geschwistern Walter und Renée bei einer „Ghettoräumungsaktion“ am 7. Oktober 1942 ermordet. |
|              | HIER WOHNTE JAKOB GARDE JG. 1897 FLUCHT 1938 KRAKAU ERMORDET 7.10.1942                                                                       | Enge Gasse 18 Steyr        | Jakob Garde, geb. 12. Jänner 1897, stammte aus Polen. Mit seiner Frau Marie erwarb und betrieb er ein Damenmodegeschäft in der Enge Gasse 18 in Steyr. Marie Garde war auch als Modistin tätig. Dem Paar wurden drei Kinder geschenkt: Hugo (geb. 1920), Walter (geb. 1923) und Renée (geb. 1927). Im September 1938 mussten alle nach Wien ziehen, von dort nach Krakau. Jakob Garde wurde mit seinen Kindern im Krakauer Ghetto am 7. Oktober 1942 ermordet. |
|              | HIER WOHNTE RENEE GARDE JG. 1927 FLUCHT 1938 KRAKAU ERMORDET 7.10.1942                                                                       | Enge Gasse 18 Steyr        | Renée Garde, geb. 17. Juni 1927, war die jüngste Tochter des Ehepaares Jakob und Marie Garde. Sie besuchte ebenfalls das Realgymnasium in Steyr, wurde als lebhaftes, pflichtbewusstes Mädchen beschrieben. Auch sie musste im September 1938 mit ihrer Familie nach Wien ziehen, von dort nach Krakau. Im Ghetto wurde sie mit ihrem Vater und ihren Brüdern Hugo und Walter am 7. Oktober 1942 ermordet. |
|              | HIER WOHNTE WALTER GARDE JG. 1923 FLUCHT 1938 KRAKAU ERMORDET 7.10.1942                                                                      | Enge Gasse 18 Steyr        | Walter Garde, geboren am 14. September 1923, war der zweitälteste Sohn des Ehepaares Jakob und Marie Garde. Er besuchte das Steyrer Realgymnasium bis 1938. Der 2023 im 101. Lebensjahr verstorbene emeritierte Universitätsprofessor Franz Karl Stanzel war sein Schulkollege und erinnerte sich noch lebhaft an ihn, auch an antisemitische Vorfälle und sein plötzliches Verschwinden nach dem „Anschluss“ im März 1938. Walter Garde war gezwungen mit seiner Familie nach Wien zu übersiedeln, von dort nach Krakau, wo er mit seinem Vater und seinen Geschwistern Hugo und Renée am 7. Oktober 1942 im Ghetto ermordet wurde. |
|              | HIER WOHNTE ANNA GRAU JG. 1890 EINGEWIESEN 1926 NIEDERNHART-LINZ 'VERLEGT' 6.6.1940 HARTHEIM ERMORDET 6.6.1940 'AKTION T-4'                  | Berggasse 2 Steyr          | Anna Grau (1890-1940) |
|              | HIER WOHNTE ANNA HERZENBERGER GEB. LEGAT JG. 1897 TRANSPORT 18.6.1940 HARTHEIM 'AKTION T4' ERMORDET                                          | Wehrgrabengasse 31 Steyr   | Anna Herzenberger, geb. Legat, wurde am 30. Dezember 1897 in Steyr geboren. Sie heiratete Franz Herzenberger. Die Familie lebte mit den Kindern Karl, Hermine und Walter in ärmlichen Verhältnissen in der Wehrgrabengasse 31. 1931 wurde Anna in die „Landesheil- und Pflegeanstalt Niederhart-Linz“ eingewiesen, von 1932 bis zu ihrem Tod verblieb sie dauerhaft in der Psychiatrie. Die Kinder kamen in ein Waisenhaus, die Tochter Hermine zu mehreren Pflegefamilien. Am 18. Juni 1940 wurde Anna Herzenberger nach Hartheim transportiert und ermordet. |
|              | HIER WOHNTE ALOISIA HÜTTL GEB. JANKO JG. 1893 EINGEWIESEN 1936 NIEDERNHART-LINZ 'VERLEGT' 18.6.1940 HARTHEIM ERMORDET 18.6.1940 'AKTION T-4' | Sierninger Straße 55       | Aloisia Hüttl, geborene Janko (1893–1940) |
|              | HIER WOHNTE LUISE KOHN GEB.REIS JG. 1883 GEDEMÜTIGT / ENTRECHTET FLUCHT IN DEN TOD 15.1.1942                                                 | Schlüsselhofgasse 9        | Luise Kohn, geborene Reis (1883–1942) |
|              | HIER WOHNTE FRIMET NÜRNBERGER GEB. SEINWELL JG. 1877 DEPORTIERT 14.9.1942 MALY TROSTINEC ERMORDET 18.9.1942                                  | Bahnhofstraße 5 Steyr      | Frimet Nürnberger, geb. Seinwell, kam am 24. Juni 1877 in Neu-Sandez (Nowy Sącz, Polen) auf die Welt. Sie heiratete 1905 Chaim Nürnberger (Jahrgang 1879) aus Brzesko (Polen). Die Familie mit den vier Kindern Isabella, Arthur, Walter und Wilhelm, die zwischen 1903 und 1916 geboren wurden, wohnte ab 1926 in der Steyrer Synagoge. Chaim war als Rabbiner und Kantor, aber auch als Religionslehrer bis 1938 tätig. Das Ehepaar musste nach Wien übersiedeln, wo Chaim am 28. April 1940 in einem Wiener Krankenhaus starb. Frimet Nürnberger wurde von Wien nach Weißrussland deportiert und am 18. September 1942 in Maly Trostinec ermordet. Den vier Kindern gelang die Flucht. |
|              | HIER WOHNTE GERTRUDE PINCUS GEB. BÖCK JG. 1923 FLUCHT 31.7.1938 GROSSBRITANNIEN                                                              | Brucknerstraße 1 Steyr     | Gertrude Pincus, geb. 6. Jänner 1923, war die Tochter von Julie und Rudolf Böck. Sie lebte mit der Mutter Julie Böck bis 1939 in der Arbeitersiedlung „Ennsleite“ in Steyr. Sie konnte mit einem Kindertransport am 31. Juni 1939 nach England entkommen. Noch in Großbritannien heiratete sie Werner Pincus. Im Jahre 1947 nach Deutschland zurückgekehrt, zog das Paar 1949 nach Ostberlin. Gertrude arbeitete in der Lehrer:innenausbildung, ihr Mann im außenpolitischen Amt. Aus der Ehe gingen drei Kinder hervor, Richard (geb. 1946), Erika (geb. 1950) und Margit (geb. 1951). Gertrude Pincus lebte bis zu ihrem Tod 2008 in Berlin. |
|              | HIER WOHNTE IDA POPPER GEB. FRIED JG. 1882 DEPORTIERT 19.4.1943 AUSCHWITZ ERMORDET                                                           | Wieserfeldplatz 27 Steyr   | Ida Popper, geb. 20. Mai 1882, kam als zweitälteste Tochter von Samuel und Anna Fried auf die Welt. Mit ihrem Mann, Otto Popper, einem Schriftsteller, zog sie in den 1910er Jahren nach Berlin und führte ein Künstlerleben, bis das Paar wegen seiner politischen Kontakte zu Kommunisten 1919 ausgewiesen wurde und wieder nach Steyr zog. Der Ehe entstammen drei Kinder: Alfred (geb. 1903), Wilhelm (geb. 1905) und Helene (geb. 1924). Die Söhne emigrierten bereits 1928 nach Belgien, die zehnjährige Helene folgte ihnen im Februar 1934. Auch Ida und Otto Popper kamen 1936 nach Arlon nach. Nach dem Einmarsch der deutschen Truppen in Belgien im Mai 1940 wurde Ida mit ihrem Ehemann Otto Popper im „SS-Sammellager Mecheln“ (Malines) in der Dossin-Kaserne interniert, mit dem Transport XX vom 19. April 1943 nach Auschwitz deportiert und dort ermordet. |
|              | HIER WOHNTE OTTO POPPER JG. 1871 DEPORTIERT 19.4.1943 AUSCHWITZ ERMORDET                                                                     | Wieserfeldplatz 27 Steyr   | Otto Popper, geb. am 17. August 1871 in Prag, stammte aus einer begüterten Familie aus Prag. Er schrieb Theaterstücke und kam mit einer Wanderbühne nach Steyr, wo er seine Frau Ida Fried kennenlernte. Sein bekanntestes politisches Theaterstück „Das Warenhausfräulein“ wurde oft aufgeführt, auch in Steyr. Mit Ida zog er nach Berlin, hatte Kontakte zu bekannten Kommunisten, doch 1919 wurde das Paar mit den Kindern Alfred (geb. 1903) und Wilhelm (geb. 1905) ausgewiesen und zog wieder nach Steyr, wo 1924 Helene geboren wurde. 1936 zog das Paar aus wirtschaftlichen und politischen Gründen den schon seit einigen Jahren in Belgien wohnenden Kindern nach. Im Mai 1940 besetzte die deutsche Wehrmacht Belgien. Otto und seine Frau Ida wurden im „SS-Sammellager Mecheln“ (Malines) in der Dossin-Kaserne interniert, am 19. April 1943 mit dem Transport XX nach Auschwitz deportiert und dort ermordet. Ihre Tochter Helene war 1944 ebenfalls nach Auschwitz deportiert worden, überlebte jedoch. |
|              | HIER WOHNTE KATHARINA RATHMAYR GEB. LEUTGEB JG. 1880 TRANSPORT 11.10.1940 HARTHEIM 'AKTION T4' ERMORDET                                      | Kammermayrstraße 11 Steyr  | Katharina Rathmeayr, geb. Leutgeb, wurde am 12. Dezember 1880 in Linz geboren. Im Jänner 1926 wurde sie vom Amtsgericht Steyr entmündigt. Sie war Patientin in der „Landesheil- und Pflegeanstalt Niederhart-Linz“ und in der „Irrenbewahranstalt Gschwendt“. In der Krankenakte wurde kurz vor ihrer Ermordung in Hartheim vermerkt, dass sie „ungeheilt“ sei. Als Tag der Entlassung ist der 11. Oktober 1940 angegeben, ihr vermutliches Todesdatum. Den Verwandten wurde aber vorgetäuscht, sie sei in die Pflegeanstalt Sonnenstein nach Sachsen verlegt worden. |
|              | HIER WOHNTE HELENE REIS JG. 1886 FLUCHT IN DEN TOD 15.1.1942                                                                                 | Gleinkergasse 18 Steyr     | Helene Reis, geboren am 13. August 1886, war die Tochter von Gottfried Reis (Jg. 1850) und seiner Frau Rosa, geborene Pollatschek (Jg. 1857), die in Steyr einen Branntweinhandel betrieben. Nach dem Tod ihres Vaters erbte Helene das Haus in der Gleinkergasse 18 und führte das Spirituosengeschäft weiter. 1938 wurde das Vermögen eingezogen, Haus und Geschäft „arisiert“. Helene Reis musste nach Wien gehen und nahm sich dort gemeinsam mit ihren Schwestern Luise Kohn und Hedwig Mayer am 15. Jänner 1942 das Leben. |
|              | HIER WOHNTE LUDWIG SCHIROK JG. 1881 DEPORTIERT 3.12.1941 RIGA ERMORDET                                                                       | Fabrikstraße 14 Steyr      | Ludwig Schirok, geboren am 1. März 1881 in Polen, heiratete in erster Ehe Elisabeth Hauer. Dieser Ehe entstammten zwei Kinder: Otto (geb. 1909) und Rosalie (geb. 1912). Elisabeth verübte im März 1913 Suizid, so wie seine zweite Frau Netty (Jahrgang 1885) im April 1938. Mit ihr hatte er eine Tochter, Margarete (geb. 1919). Schon Ende des Jahres 1938 musste Ludwig Schirok nach Wien übersiedeln. Das Haus in Steyr wurde „arisiert“. In Wien ging er eine weitere Ehe mit Gisela, geb. Vogelhut (Jahrgang 1890), ein. Ludwig und Gisela Schirok wurden am 3. Dezember 1941 von Wien nach Riga deportiert und ermordet. Den Kindern gelang die Flucht. |
|              | HIER WOHNTE NETTY SCHIROK GEB. ZINDORF JG. 1886 FLUCHT IN DEN TOD 10.4.1938                                                                  | Fabrikstraße 14 Steyr      | Netty Schirok, geb. Zindorf, kam am 8. Oktober 1885 in Polen auf die Welt. Sie heiratete 1913 Ludwig Schirok. 1919 wurde Tochter Margarete geboren. Gemeinsam erwarben sie ein Haus in der Fabrikstraße 14 und betrieben dort einen Branntwein- und Gemischtwarenhandel. Der Angst vor der Verfolgung der Nazis nicht gewachsen, nahm sich Netty kaum einen Monat nach dem „Anschluss“, am 10. April 1938, das Leben. |
|              | HIER WOHNTE ELLA STERNSCHEIN JG. 1891 DEPORTIERT 10.8.1942 AUSCHWITZ ERMORDET 12.8.1942                                                      | Wieserfeldplatz 21 Steyr   | Ella Sternschein, geboren am 15. Januar 1891, war die Schwester von Margarete Uprimny. Sie lebte gemeinsam mit der Familie Uprimny am Wieserfeldplatz 21. Auch sie musste nach Wien übersiedeln, Ende März 1939 flüchtete sie nach Amsterdam. Nach dem Einmarsch der deutschen Wehrmacht in den Niederlanden im Mai 1940 als Jüdin verfolgt, wurde sie in das „Judendurchgangslager Westerbork“ gebracht, am 10. August 1942 nach Auschwitz deportiert und zwei Tage später, am 12. August 1942 ermordet. |
|              | HIER WOHNTE EDUARD UPRIMNY JG. 1871 DEPORTIERT 27.10.1939 NISKO ERMORDET                                                                     | Wieserfeldplatz 21 Steyr   | Eduard Uprimny, geb. 30. Juni 1891, Sohn von Ignaz und Rosa Uprimny, war Malermeister am Wieserfeldplatz 21 und betrieb mit seiner Frau Margarete ein Farbwarengeschäft und eine Krämerei. Außerdem war er ehrenamtlich als Sanitäter tätig. Der Ehe entstammten fünf Kinder. Eduard wurde nach dem „Anschluss“ im März 1938 mehrmals verhaftet, das Haus enteignet. Er übersiedelte nach Wien und wurde mit einer der ersten Massendeportationen am 27. Oktober 1939 in das polnische Nisko verschleppt. Er kam unter ungeklärten Umständen ums Leben. |
|              | HIER WOHNTE HEINRICH UPRIMNY JG. 1933 DEPORTIERT 2.6.1942 MALY TROSTINEC ERMORDET 9.6.1942                                                   | Wieserfeldplatz 21 Steyr   | Heinrich Uprimny, geb. 13. August 1933, genannt „Heinzi“, war der Sohn von Eduard und Margarete Uprimny, in Steyr, Wieserfeldplatz 21. Von Wien aus wurde er am 2. Juni 1942 mit seiner Mutter Margarete und seiner Schwester Mirjam nach Maly Trostinec deportiert und am 6. Juni 1942 ermordet. |
|              | HIER WOHNTE MARGARETE UPRIMNY GEB. STERNSCHEIN JG. 1893 DEPORTIERT 2.6.1942 MALY TROSTINEC ERMORDET 9.6.1942                                 | Wieserfeldplatz 21 Steyr   | Margarete Uprimny, geborene Sternschein, kam am 19. Mai 1893 als Tochter von Karl und Rosa Sternschein in Oberhaid, Südböhmen (heute Tschechien), zur Welt. Sie heiratete Eduard Uprimny, Malermeister in Steyr, Wieserfeldplatz 21. Aus der Ehe gingen fünf Kinder hervor. Margarete wurde mit den Kindern Anna, Adolf und Heinrich in der Reichspogromnacht am 10. November 1938 verhaftet. Die Familie musste nach Wien übersiedeln. Den älteren Geschwister Anna, Friedrich und Adolf gelang die Flucht nach Palästina. In Wien kam im April 1939 die Tochter Mirjam auf die Welt. Margarete wurde am 2. Juni 1942 gemeinsam mit den Kindern Mirjam und Heinrich (Heinzi) von Wien nach Maly Trostinec deportiert und dort mit ihnen am 6. Juni 1942 ermordet. |
|              | HIER WOHNTE EMMA WURMFELD GEB. GUTTMANN JG. 1855 DEPORTIERT 22.7.1942 THERESIENSTADT ERMORDET 28.7.1942                                      | Sierninger Straße 10 Steyr | Emma Wurmfeld, geb. Guttmann, kam 1855 in Tábor (heute: Tschechien) auf die Welt. Sie heiratete 1878 Moritz Wurmfeld (Jahrgang 1849). Vier Kinder kamen zwischen 1880 und 1886 auf die Welt: Karl, Emil, Ida und Elsa. Bis 1915 betrieben Moritz und Emma Wurmfeld eine Messerfabrik, sie besaßen auch ein Schuhgeschäft, das nach dem Tod von Ehemann Moritz von Sohn Emil und seiner Mutter Emma weitergeführt wurde. Emma Wurmfeld wurde deportiert und mit 87 Jahren, nur wenige Tage nach ihrer Ankunft im KZ Theresienstadt am 28. Juli 1942 ermordet. Sohn Karl mit Ehefrau Ida, deren Sohn Erich mit Gattin Irma und die jüngste Tochter von Emma und Moritz Wurmfeld, Elsa, wurde mit Ehemann Otto Reich ebenfalls im Holocaust ermordet. Nur Emil und Ida konnten in die USA flüchten. |
|              | HIER WOHNTE DR. ADOLF ZOTTL JG. 1882 TRANSPORT 12.6.1940 HARTHEIM 'AKTION T4' ERMORDET                                                       | Kirchengasse 16 Steyr      | Adolf Zottl, wurde am 28. Mai 1882 in Wörgl geboren. Im Ersten Weltkrieg als Landsturmarzt eingezogen, geriet er 1915 in russische Kriegsgefangenschaft. Nach dem Ersten Weltkrieg betrieb er als praktischer Arzt eine Ordination in der Kirchengasse 16. Ab 1933 litt er an einer psychischen Krankheit. 1935 wurde er entmündigt. Adolf Zottl wurde am 12. Juni 1940 in die NS-Euthanasieanstalt Hartheim transportiert und ermordet. |

### Wels
In der Stadt Wels wurden sechs Stolpersteine an vier Adressen verlegt.
| Stolperstein | Inschrift                                                                                                   | Verlegeort                | Name, Leben |
| ------------ | --- | ------------------------- | --- |
|              | HIER WOHNTE KARL AMMER JG. 1898 VERHAFTET 1944 ERMORDET 1945 IM KZ MAUTHAUSEN                               | Goethestraße 21 ·         | Karl Ammer (geboren am 15. September 1898 in Pettenbach) war Schlosser und Funktionär der Kommunistischen Partei Österreichs. Im Ersten Weltkrieg war er als Gefreiter im Fronteinsatz, danach baute er die Welser Parteiorganisation auf. 1937 emigrierte er ins englische Jersey, kehrte aber nach einem Jahr wieder zurück. Von 1938 bis 1944 war der Bezirksobmann der verbotenen KP Wels und betrieb Aufklärungsarbeit gegen das NS-Regime. Er wurde verhaftet, verhört und ins KZ deportiert. Karl Ammer ist am 16. Februar 1945 im KZ Mauthausen ums Leben gekommen. |
|              | HIER WOHNTE ELFRIEDE GRÜNBERG JG. 1929 VERHAFTET 1938 ERMORDET 1942 IN MALY TROSTINEC                       | Knorr-Straße 3 ·          | Elfriede Grünberg (geboren am 1. April 1929 in Wels) war das jüngste der fünf Kinder von Max und Ernestine Grünberg, die 1920 von Rumänien nach Österreich einwanderten. Die Familie war jüdischen Glaubens und gehörte der Kultusgemeinde Linz an. 1936 zog die Familie nach Pernau, wo sie Unterschlupf bei Freunden fand. Zwei Jahre später musste Elfriedes Vater Max nach Wien ziehen, von wo aus er 1939 nach Shanghai emigrierte. Wahrscheinlich wurden auch Elfriede und der Rest der Familie 1941 nach Wien gebracht, wo man Juden aus ganz Österreich zusammentrieb, um sie später in die verschiedenen Konzentrationslager zu deportieren. Am 9. Juni 1942 wurden Elfriede Grünberg und ihre Mutter von Wien aus in das Vernichtungslager Maly Trostinez deportiert. Am 15. Juni 1942 wurde Elfriede höchstwahrscheinlich in einem Gaswagen getötet. In Gedenken an das mit 13 Jahren ermordete Mädchen wird seit dem Jahr 2000 alljährlich der Elfriede-Grünberg-Preis vergeben. |
|              | HIER WOHNTE ERNESTINE GRÜNBERG GEB. GRÜNBERG JG. 1897 VERHAFTET 1938 ERMORDET 1942 IN MALY TROSTINEC        | Knorr-Straße 3 ·          | Ernestine Grünberg (geboren am 8. März 1897 in Sereth in der Südbukowina). Sie war die Mutter von Elfriede Grünberg und wurde am 9. Juni 1942 gemeinsam mit ihrer Tochter von ihrem letzten Wiener Wohnort, dem Haus Blumauergasse 22 in der Leopoldstadt, in das Vernichtungslager Maly Trostinez deportiert. Dort ist sie laut Opferdatenbank des DÖW am 15. Juni 1942 ermordet worden. |
|              | HIER WOHNTE KLARA GRÜNBERG JG. 1899 VERHAFTET 1938 ERMORDET 1942 IN IZBICA                                  | Knorr-Straße 3 ·          | Klara Grünberg (geboren am 20. Februar 1899 in Sereth in der Südbukowina). Sie war die Tante von Elfriede Grünberg und wurde von ihrem letzten Wiener Wohnort, dem Haus Rotensterngass 31, am 15. Mai 1942 ins Ghetto Izbica deportiert. Keiner der aus Wien dorthin deportierten 4.000 Juden überlebte. |
|              | HIER WOHNTE IGNAZ RÖSSLER JG. 1887 VERHAFTET 1944 GESTAPOHAFT TOT 1945 IN LINZ                              | Rablstraße 3 ·            | Ignaz Rößler (geboren 1887) war in der Sozialdemokratischen Partei aktiv und gehörte von 1925 bis 1934 dem Welser Gemeinderat an. Während der Zeit des NS-Regimes schloss er sich der Welser Gruppe an, einer Widerstandsbewegung bestehend aus Sozialisten, Kommunisten und ehemaligen NSDAP-Anhängern. Er wurde im September 1944 verhaftet und kam am 25. Februar 1945 im Linzer Polizeigefängnis durch einen Bombenangriff ums Leben, weil die Häftlinge nicht in Sicherheit gebracht worden waren. 1990 erhielt eine Straße im Welser Stadtteil Neustadt seinen Namen. |
|              | ELTERNHAUS VON PATER PAULUS AUGUST WÖRNDL JG. 1894 GESTAPOHAFT 1943 HINGERICHTET 1944 ZUCHTHAUS BRANDENBURG | Stefan-Fadingerstraße 7 · | Paulus Wörndl (bürgerlich August Wörndl, geboren am 20. August 1894 in Itzling bei Salzburg) war ein österreichischer katholischer Ordenspriester und Gegner des Nationalsozialismus. Er trat 1913 in Graz in den Karmelitenorden ein und legte 1914 sein Gelübde ab. Nach dem Studium der Theologie und Philosophie an der Universität Wien empfing er 1919 im Stephansdom die Priesterweihe. 1925 wurde er Vikar, 1930 Pfarrverweser der neuen Niederlassung der Karmeliter St. Josef in St. Pölten. 1938 wurde er als Vorsteher des Karmeliterkonvents nach Linz berufen, zugleich auch als Pfarrer der Linzer Karmeliterkirche. Am 6. Juli 1943 wurde Wörndl von der Gestapo auf Grund eines Briefwechsels mit einem Angehörigen einer österreichisch-norwegischen Widerstandsorganisation verhaftet und am 18. April 1944 wegen Hochverrats und Wehrkraftzersetzung zum Tod verurteilt. Am 26. Juni 1944 wurde er im Zuchthaus Brandenburg durch das Fallbeil hingerichtet.             |

### Weng im Innkreis
In der Gemeinde Weng im Innkreis wurde bisher ein Stolperstein verlegt.
| Stolperstein | Inschrift                                                                                        | Verlegeort   | Name, Leben                                                                                      |
| ------------ | ------------------------------------------------------------------------------------------------ | ------------ | ------------------------------------------------------------------------------------------------ |
|              | HIER WOHNTE KLEMENS ROSENFELS JG. 1925 INTERNIERT LAGER WEYER DEPORTIERT 1941 ŁODZ ERMORDET 1942 | Rosenweg 1 · | Klemens Rosenfels (geboren 1925) wurde 1941 im Lager Weyer interniert und 1942 in Łódź ermordet. |

## Derzeit nicht auffindbarer Stolperstein
| Stolperstein | Inschrift                                                                         | Verlegeort                        | Name, Leben                                                                                                 |
| --- | --------------------------------------------------------------------------------- | --------------------------------- | --- |
| Aus bislang ungeklärten Gründen ist der Stolperstein an der Stelle, an welcher er verlegt wurde, nicht auffindbar. | HIER WOHNTE FERDINAND MITTERBAUER JG. 1876 TOT 20.10.1941 HEILANSTALT NIEDERNHART | St. Johann am Walde, Peretseck 11 | Ferdinand Mitterbauer wurde 1876 geboren, am 20. Oktober 1941 wurde er in der Anstalt Niedernhart ermordet. |

## Verlegedaten

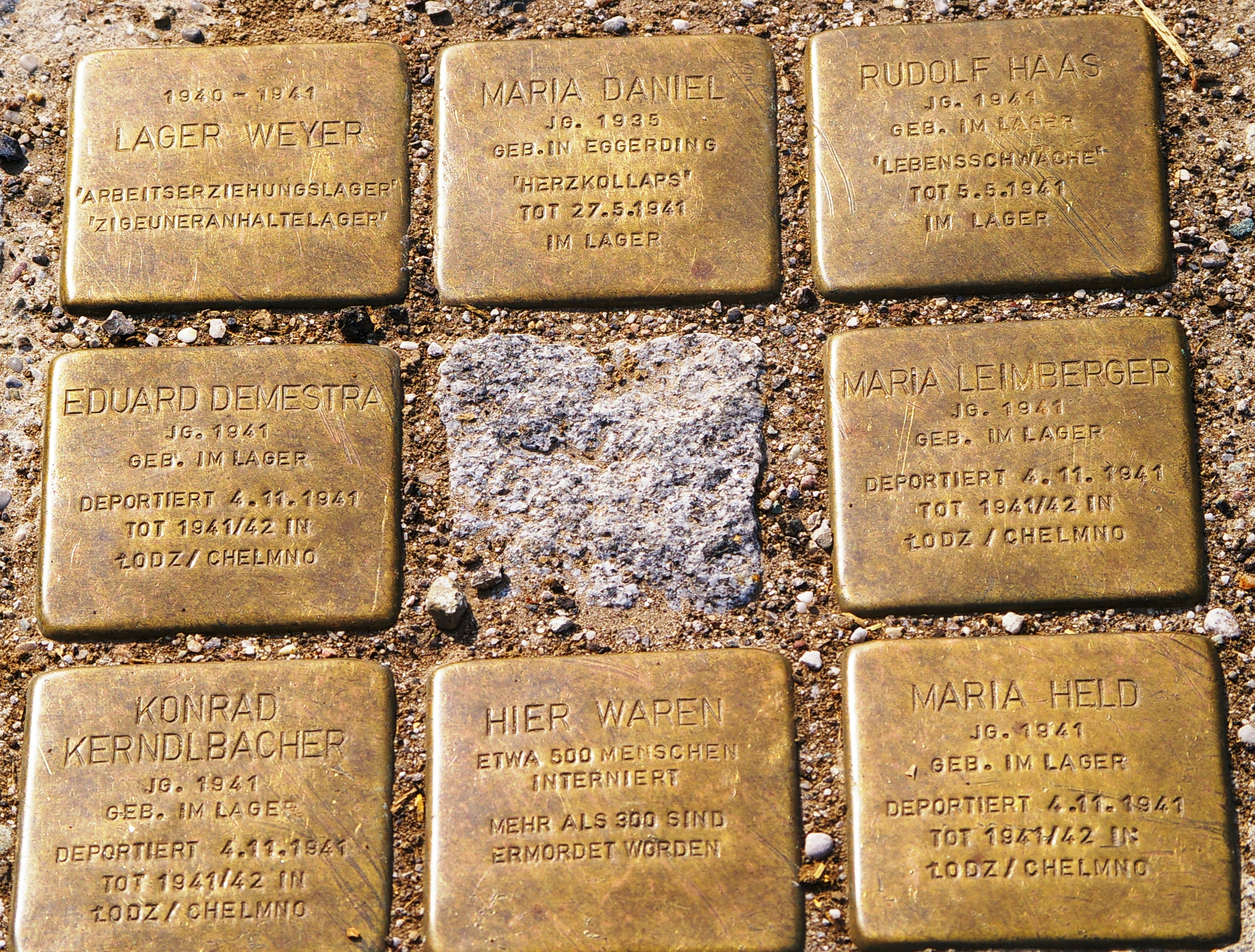
Stolpersteine im Ort Weyer, Gemeinde Haigermoos, erinnern an sechs kleine Kinder der Gruppe der Roma und Sinti, die vom NS-Regime im dortigen Zwangsarbeiter- und Anhaltelager umgebracht wurden.

Die Stolpersteine in Oberösterreich wurden von Gunter Demnig persönlich an folgenden Tagen verlegt:
- 11. August 2006: Altheim, Braunau am Inn (Laabstraße 75, Linzerstraße 36), Hochburg-Ach, Moosdorf, St. Radegund
- 12. August 2006: Maria Schmolln, St. Johann am Walde, St. Veit im Innkreis
- 14. September 2006: Braunau am Inn (Laabstraße 42, Laabstraße 51)
- 14. August 2008: Wels
- 17. Juli 2010: Weng im Innkreis
- 2. Juli 2011: Weyer (Gemeinde Haigermoos)
- 21. April 2013: Aigen-Schlägl
- 24. Mai 2023: Steyr (in Abwesenheit des Künstlers)[15]
- 11. Juni 2024: Steyr[16]
- 7. Mai 2025: Steyr (Berggasse 2, Schlüsselhofgasse 9, Sierninger Straße 39 und 55, Stadtplatz 2)